# Сент-Пол-Парк (город, Миннесота)
Сент-Пол-Парк (англ. St. Paul Park) — город в округе Вашингтон, штат Миннесота, США. На площади 6,5 км² (6,2 км² — суша, 0,3 км² — вода), согласно переписи 2002 года, проживают 5070 человек. Плотность населения составляет 823 чел./км².
- Телефонный код города — 651
- Почтовый индекс — 55071
- FIPS-код города — 27-58018[1]
- GNIS-идентификатор — 0650970[2]